# Burnsville (West Virginia)
Burnsville is een plaats (town) in de Amerikaanse staat West Virginia, en valt bestuurlijk gezien onder Braxton County.

## Demografie
Bij de volkstelling in 2000 werd het aantal inwoners vastgesteld op 481.
In 2006 is het aantal inwoners door het United States Census Bureau geschat op 471, een daling van 10 (-2,1%).

## Geografie
Volgens het United States Census Bureau beslaat de plaats een oppervlakte van
2,8 km², geheel bestaande uit land. Burnsville ligt op ongeveer 242 m boven zeeniveau.

## Plaatsen in de nabije omgeving
De onderstaande figuur toont nabijgelegen plaatsen in een straal van 24 km rond Burnsville.